# Bifrenaria clavigera
Bifrenaria clavigera är en orkidéart som beskrevs av Heinrich Gustav Reichenbach. Bifrenaria clavigera ingår i släktet Bifrenaria och familjen orkidéer. Inga underarter finns listade i Catalogue of Life.

## Bildgalleri

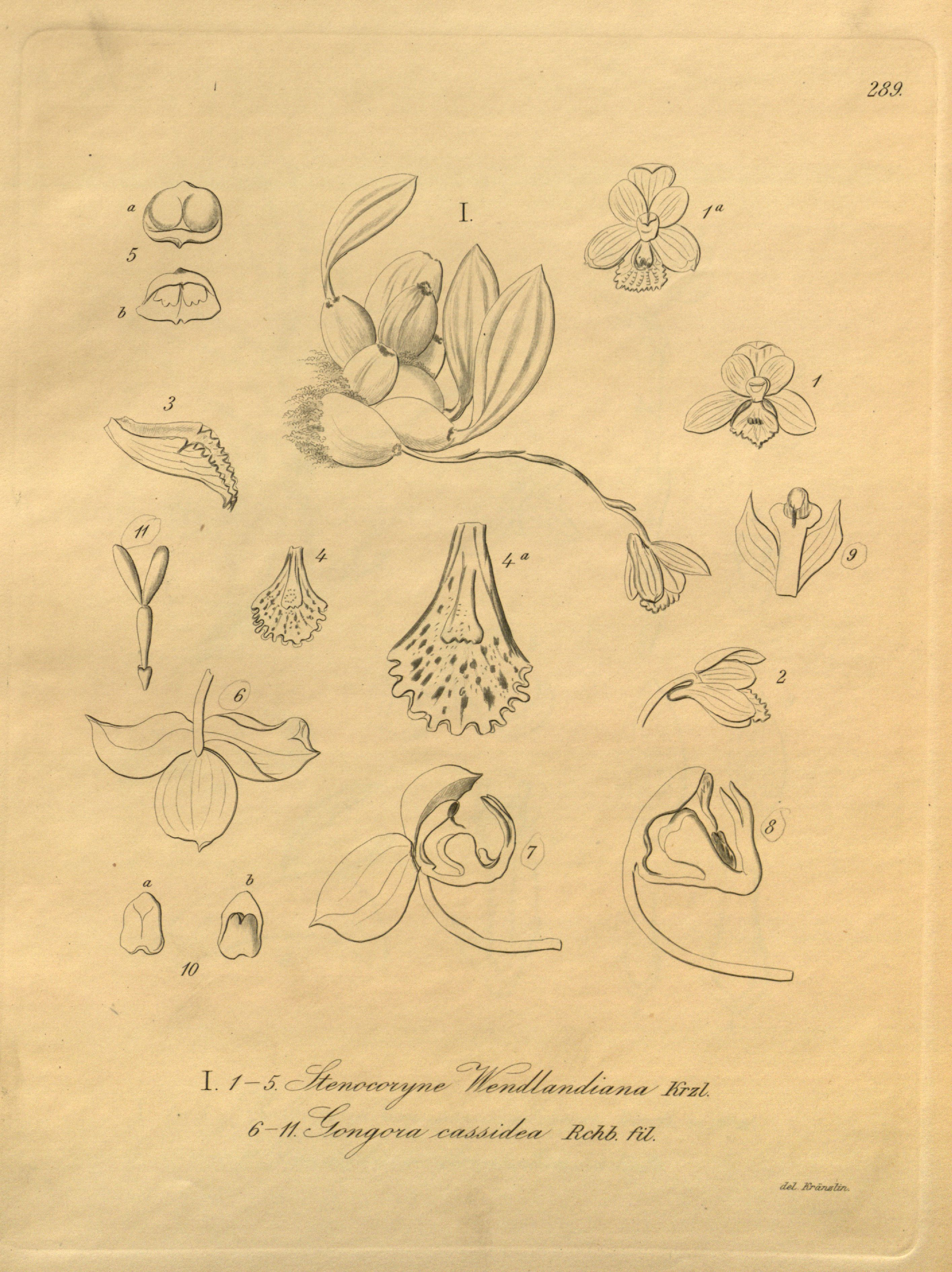